# Thysananthus retusus
Thysananthus retusus là một loài Rêu trong họ Lejeuneaceae. Loài này được (Reinw., Blume & Nees) B. Thiers & Gradst. miêu tả khoa học đầu tiên năm 1989.